# Wiesław Molak
Wiesław Molak − polski dziennikarz radiowy. 
Od 1987 w Radiowej Jedynce. Prowadzi "Sygnały dnia", Noce z reportażem i magazyn Polska i świat. Prowadził "Cztery pory roku" i "Lato z Radiem" i Wieczorne rozmaitości. Wieloletni komentator pielgrzymek papieża Jana Pawła II oraz uroczystości narodowych i państwowych. Zdobywca Złotego Mikrofonu i Chryzostoma, Mistrz Mowy Polskiej. Jest mężem Joanny Ładzińskiej-Molak.